# Girls with guns
Girls with guns (с англ. — «девушки с пушками») — подраздел остросюжетных фильмов (в том числе анимационных), где стереотипные роли «крутых парней» исполняют женщины. Жанры этих фильмов могут быть разными: военный или урбанистический боевик, полицейский фильм, криминальный триллер, фильм о боевых искусствах, фильм о мести и так далее. Наибольшее распространение получил в Азии. Нередко соседствует с такими поджанрами эксплуатационного кино, как «женщины в тюрьме» (когда речь идёт о массовом побеге из женской тюрьмы) и «girl gang movies» (фильмы о женских преступных группировках).

## История
Несмотря на то, что и в первой половине XX века встречались фильмы, героини которых вели себя не стереотипно «по-женски» (подкатегория нуаров, условно названная «Bad Girl movies»), к «girls with guns» их отнести всё же нельзя по двум причинам: 1) это были детективы, а не боевики, 2) эти «плохие девчонки» были на стороне преступного мира, а классические «girls with guns»-фильмы придерживались того же тезиса, что и обычные боевики — «добро должно быть с кулаками». Считается, что первым фильмом в стиле «girls with guns» был гонконгский боевик Come Drink with Me (1966, Студия Shaw Brothers, главную роль в котором исполнила Чжэн Пэйпэй.
Пик популярности жанра пришёлся на 80-е годы XX века, когда появились фильмы с Синтией Ротрок, Мишель Ян (Ё) Цзыцюн, Мун Ли Сайфэн (Чхоифунг) и так далее, но к середине 90-х его популярность начала спадать. Сегодня жанр уже не так активно эксплуатируется продюсерами и режиссёрами и снимается в основном для определённой целевой аудитории. В то же время его наработки теперь активно используются в блокбастерах и крупнобюджетных постановках (Lara Croft, Aeon Flux, Элис в серии фильмов «Обитель зла» и т. д.).

## Азиатские фильмы
Японские «girls with guns»-фильмы были связаны не только с боевыми искусствами, но также и с фильмами о женских преступных группировках и таким локальным поджанром эксплуатационного кино, как Pinku eiga. Например, фильм Юкио Ноды «Женщина-ноль: красные наручники» (Zero Woman: Red Handcuffs, 1974) рассказывал о засекреченной полицейской, которая внедрилась в банду убийц и насильников и жестоко с ними расправилась. Популярность получила аниме-трилогия студии Bee Train: Noir, Madlax и El Cazador de la Bruja.
Из фильмов Юго-Восточной Азии стоит отметить индонезийские «Пять смертоносных ангелов» Дану Умбары (Five Deadly Angels, 1983) и «Леди-экстерминатор» Мамана Фирмансяха (Lady Exterminator, 1987), филиппинский «Отряд проституток» Цезаря Галлардо (Hustler Squad, 1976).

## Американские фильмы
Помимо стран Азии, «girls with guns» получили распространение и в США. К первым фильмам можно отнести Сестрички с выкидными лезвиями Джека Хилла (1975) и некоторые blaxploitation-фильмы 70-х.
Отдельно стоит отметить американского режиссёра Энди Сидариса, который специализировался именно на этом поджанре. Он начинал карьеру с различных телешоу, но в 80-х внезапно решил переключиться на недорогие жанровые фильмы и принялся вместе с женой и сыном штамповать приключенческие и шпионские боевики со звёздами Плейбоя и Пентхауса в главных ролях. В 1980-х и 90-х годах их компанией были поставлены фильмы Заваруха на Гавайях (Hard Ticket to Hawaii, 1987), Дикий пляж (Savage Beach, 1989), Готовый убивать (Fit to Kill, 1993), День воина (Day of the Warrior, 1996), Hard Hunted, Спинорог Пикассо (Picasso Trigger, 1988), Малибу-экспресс (Malibu Express, 1985), Победить или умереть (Do or Die, 1991), Пушки (Guns, 1996), Проект Даллас (Dallas Connection, 1996) и т. д.
Из других американских фильмов этой направленности можно упомянуть Адский отряд (Hell Squad, 1985) Кеннета Хэлфорда, Боевой кот (War Cat, 1987) Тэда Микелса, Взвод коммандос (Commando Squad, 1987) Фреда Олена Рэя, Истребители мужчин (Mankillers, 1987) Дэвида Прайора.

## Аниме и манга
- Dirty Pair (1985)
- Bubblegum Crisis (1987)
- Gunsmith Cats (1995)
- Kite (1998)
- Mezzo Forte (2000)
- Najica Blitz Tactics (2001)
- Early Reins (2003)
- Gunslinger Girl (2003)
- Noir (2001)
- Mezzo DSA (2004)
- Madlax (2004)
- Black Lagoon (2006)
- El Cazador (2007)
- Kite: Liberator (2008)
- Jormungand (2012)
- The Saga of Tanya the Evil (2017)
- Sword Art Online Alternative: Gun Gale Online (2018)
- Magical Girl Spec-Ops Asuka (2019)
- Girls' Frontline (2022)
- Lycoris Recoil (2022)